# 玛丽亚·加芙列拉·帕索斯
玛丽亚·加芙列拉·帕索斯（西班牙語：María Gabriela Pazos，1967年9月20日—），阿根廷女子曲棍球运动员。她曾代表阿根廷参加1988年夏季奥林匹克运动会和1991年泛美运动会曲棍球比赛，其中1991年泛美运动会获得一枚金牌。